# Eugen Schüfftan
Eugen Schüfftan (ur. 21 lipca 1893 we Wrocławiu, zm. 6 września 1977 w Nowym Jorku) – niemiecki operator filmowy, architekt i malarz impresjonistyczny, jeden z pionierów stosowania efektów specjalnych.

## Życiorys
Ukończył malarstwo i architekturę na Kunstakademie we Wrocławiu. Początkowo pracował jako malarz impresjonista w Berlinie. W 1920 roku zaangażował się w przemysł filmowy. Pracował m.in. przy Nibelungach,  (1924) Metropolis (1927), Napoleonie (1927) i Szantażu (1929). W 1923 roku przy współpracy Ernsta Kunstmanna stworzył efekt specjalny nazywany efektem Schüfftana (opatentowany w 1924 roku). W 1933 roku uciekł z III Rzeszy do Francji, a w 1940 roku wyemigrował do USA. W następnych latach nadal pracował jako operator filmowy. W 1947 roku uzyskał amerykańskie obywatelstwo.

## Nagrody
Otrzymał Oscara za najlepsze zdjęcia do filmu Bilardzista (1961) Roberta Rossena.

## Filmografia
W trakcie swej ponad 45-letniej (1920-1966) aktywności zawodowej, uczestniczył w realizacji 77 długo- i krótkometrażowych produkcji filmowych i telewizyjnych.

### Krótkometrażowe
- 1931: Kochany tran (komedia: czas – 24')
- 1935: Riders to the Sea (40')
- 1953: Szkarłatna zasłona (obyczajowy: 44')
- 1958: Pierwsza noc (dramat/fantasy: 23')

### Seriale TV
- 1957: Hawkeye and the Last of the Mohicans (serial-western: 21 odcinków)
- 1959: Hudson’s Bay (serial-western: 35 odcinków)
- 1962: The Nurses (serial medyczny: 1 odcinek)

### Fabularne
- 1929:
  - Jagd auf dich
- 1930:
  - Ludzie w niedzielę (komediodramat: czas – 73')
  - Pożegnanie (komedia: 73')
  - Das gestohlene Gesicht (kryminał: 84')
- 1931:
  - Szlagier uliczny (97')
  - Les quatre vagabonds (84')
  - Das Ekel (komedia: 82')
  - Moja żona, hochsztaplerka (komedia: 91')
- 1932:
  - Die Wasserteufel von Hieflau (76')
  - Atlantyda (przygodowy: 81')
  - Atlantyda (fantasy/SF: 87')
  - Zigeuner der Nacht (77')
  - Radosne serca (komedia: 77')
  - The Mistress of Atlantis (przygodowy)
- 1933:
  - Der Läufer von Marathon (obyczajowy: 98')
  - Les requins du pétrole (kryminał: 90')
  - Unsichtbare Gegner (kryminał: 87')
  - La voix sans visage
  - Z góry na dół (komedia: 79')
- 1934:
  - Le scandale (obyczajowy: 106')
  - Kryzys skończony (musical: 74')
  - Irish Hearts (obyczajowy: 69')
- 1935:
  - Children of the Fog (obyczajowy: 59')
- 1936:
  - The Invader (komedia: 61')
  - Czuła nieprzyjaciółka (komedia/fantasy: 69')
  - The Robber Symphony (musical: 136')
  - Komedie om geld (komediodramat: 89')
- 1937:
  - Byłam szpiegiem (dreszczowiec: 116')
  - Yoshiwara (melodramat: 102')
  - Śmieszny dramat (komedia: 94')
  - Forfaiture (obyczajowy: 94')
- 1938:
  - Mollenard (obyczajowy: 102')
  - Ludzie za mgłą (dramat kryminalny: 91')
  - Niewolnica Szanghaju (obyczajowy: 105')
  - Werter (melodramat: 85')
  - Les trois valses (musical: 90')
- 1939:
  - María de la O (obyczajowy: 109')
  - Bez jutra (obyczajowy: 82')
- 1940: L'émigrante (komediodramat: 109')
- 1943: Hitler’s Madman (dramat wojenny: 84')
- 1944:
  - Zdarzyło się to jutro (komedia/fantasy: 85')
  - Summer Storm (film noir: 106')
  - Bluebeard (horror: 72')
- 1945: Club Havana (dramat sensacyjny: 62')
- 1946:
  - A Scandal in Paris (przygodowy: 100')
  - The Wife of Monte Cristo (obyczajowy: 83')
- 1948: Women in the Night (dreszczowiec: 98')
- 1950:
  - Le traqué (dramat kryminalny: 86')
  - Gunman in the Streets (kryminał: 86')
- 1951: Les joyeux pélerins (musical: 93')
- 1952:
  - Le banquet des fraudeurs (kryminał: 90')
  - Ladacznica z zasadami (obyczajowy: 75')
  - Le chemin de Damas (biograficzny: 108')
- 1953:
  - Sterren stralen overal (musical: 110')
  - Mina de Vanghel (obyczajowy: 47')
  - Die Venus vom Tivoli (obyczajowy: 95')
- 1954: Una parigina a Roma (komedia: 94')
- 1959:
  - Głową o mur (obyczajowy: 95')
  - The Bloody Brood (kryminał: 80')
- 1960:
  - Un couple (obyczajowy: 85')
  - Oczy bez twarzy (horror: 90')
- 1961:
  - Bilardzista (dramat/sport: 134')
  - Something Wild (obyczajowy: 113')
- 1963:
  - Kapitan Sindbad (przygodowy: 85')
  - Les vierges (komediodramat: 90')
- 1964:
  - The Parisienne and the Prudes (komedia: 95')
  - Lilith (dramat: 113')
  - La grande frousse (horror: 85')
- 1965: Trzy pokoje na Manhattanie (obyczajowy: 110')
- 1966: Der Arzt stellt fest... (dramat: 89')